# Jéssica Silva
Jéssica Silva   (Vila Nova de Milfontes, 11 de desembre de 1994) és una futbolista portuguesa que juga de davantera o extrem al Benfica.
Abans va jugar mig any a l'equip de Damallsvenskan, Linköpings FC, entre juliol i desembre de 2014, i va formar part del Clube de Albergaria entre 2014 i 2016. Entre 2017 i 2019 va jugar al Llevant UE. Entre 2019 i 2021 va formar part de l'Olympique Lyonnais Féminin de França però només va jugar 18 minuts en 2 partits. El 2021 va fitxar pel Kansas City on va jugar 14 partits.
El setembre de 2011, Silva va debutar en la selecció absoluta portuguesa, en un partit classificatori per a l'Eurocopa 2013 que finalitzà amb victòria d'Àustria per 1-0.
Silva va ser convocada pel seleccionador Francisco Neto per a participar en l'Eurocopa 2017. Una lesió en l'última sessió d'entrenament abans de l'inici del campionat va fer que fora descartada i substituïda per Diana Gomes. Va formar part de l'equip que va disputar l'Eurocopa de 2022.